# Institut Català de l'Acolliment i de l'Adopció
L'Institut Català d'Acolliment i Adopció o Institut Català de l'Acolliment i de l'Adopció (ICAA) és un organisme autònom administratiu adscrit al Departament de justícia de la Generalitat de Catalunya, creat el 1997, que té per funció principal gestionar la tramitació dels acolliments simples en família aliena i de les adopcions nacionals que es produeixin a Catalunya.
L'any 1997 es va crear l'ICCA, un organisme amb personalitat jurídica pròpia, autonomia administrativa i financera, amb la finalitat de contribuir a la gestió dels processos de valoració d'idoneïtat de les persones o les famílies que opten per l'acolliment simple en família aliena o per l'adopció, i també tramitar, quan correspongui, l'adopció internacional. L'ICCA s'encarrega de fomentar el dret dels infants a tenir una família i, per tant, de promoure l'acolliment simple en família aliena i també l'acolliment preadoptiu. S'encarrega, també, de gestionar els processos de valoració psicosocial de les persones que sol·liciten aquests tipus d'acolliment, mitjançant els equips tècnics competents, i de fer el seguiment i donar el suport necessari de les famílies acollidores seleccionades. A més, l'Institut té altres atribucions, com són la formalització de convenis de col·laboració amb altres administracions, institucions i entitats, i la tramitació de les adopcions internacionals, sempre que no hi hagi una entitat col·laboradora que faci les seves funcions. En aquest darrer cas només realitzarà tasques de seguiment. Totes les activitats de l'Institut són dirigides pel consell rector, que actua com a òrgan de direcció i control.
L'ICAA és l'òrgan amb el qual s'ha de contactar abans de presentar qualsevol sol·licitud d'adopció. Des de la Institució es concerta una sessió informativa, on s'exposen els diferents procediments a seguir en funció del tipus de sol·licitud que es desitja presentar, els aspectes administratius i tècnics, i els possibles dubtes plantejats pels assistents. Actualment, cada unitat familiar pot presentar com a màxim dues sol·licituds d'adopció.
En els darrers anys les adopcions de menors a Catalunya registren les xifres més baixes de les últimes dues dècades. Les traves burocràtiques, el cost i la gran quantitat d'exigències plantejades per països que, tradicionalment, eren proclius a facilitar l'adopció, han fet caure en picat l'estadística. Segons l'Institut Català de l'Acollida i l'Adopció, el 2004 van arribar a Catalunya 1.562 nens adoptats, procedents de països estrangers, sobretot de Rússia i la Xina. El 2017 el registre es va aturar en les 153. Des del 2007 diversos països van reformular el seu sistema de protecció dels nens. Això va suposar, en molts casos, l'optimització de l'atenció al menor però, també, més entrebancs i requisits més exigents per canalitzar les adopcions.
Des de l'any 2016 la direcció de l'Institut Català d'Acolliment i Adopció recau en Agnès Russiñol i Amat. A data 2023 el director és Josep Maria Forné i Febrer.